# 石渡卓
石渡 卓（いしわた たかし）は、日本の金融家。2008年（平成20年）から神奈川県横須賀市に本店を置く湘南信用金庫の第二代理事長。
2012年に母校神奈川大学と湘南信用金庫との産学連携協定を推進締結。2015年には関東学院大学と「産学連携に関する協定」を締結。2016年に鎌倉女子大学と「産学連携に関する協定」を締結。2018年「新春の集い」で同金庫の行動指針として、「靴底減らし、耳傾け、汗流し、知恵絞り、そして感謝する」とした5原則を紹介。

## 略歴・人物
- 1976年（昭和51年）：神奈川大学経済学部貿易学科卒業[6]
- 1976年（昭和51年）4月：横須賀信用金庫（現：湘南信用金庫）入庫
- 1989年（平成元年）3月：鎌倉信用金庫（同年7月、湘南信用金庫に合併）出向
- 1990年（平成2年）5月：大口支店長
- 1993年（平成5年）4月：本郷町支店長
- 1995年（平成7年）6月：経営企画部副部長
- 1998年（平成10年）6月：理事就任（伊勢佐木町支店長）
- 2001年（平成13年）6月：理事・本店営業部長
- 2004年（平成16年）6月：常務理事（経営企画部・経営管理部・市場運用部担当）
- 2008年（平成20年）6月：理事長就任